# Дюссельдорф-Головний
51°13′13″ пн. ш. 6°47′34″ сх. д. / 51.220277777778° пн. ш. 6.7927777777778° сх. д.
Дюссельдорф-Головний (нім. Düsseldorf Hauptbahnhof) — провідна залізнична станція у місті Дюссельдорф, Північний Рейн-Вестфалія, Німеччина.

## Загальна характеристика
Будівля вокзалу розташована на південно-східній межі центральної частини міста, між привокзальними площами Конрад-Аденауер-Плац (нім. Konrad-Adenauer-Platz, площа Конрада Аденауера) та Берта-фон-Зутнер-Плац (нім. Bertha-von-Suttner-Platz, площа фон Зутнер ).
Дюссельдорф-Головний є однією з найважливіших залізничних станцій Північного Рейну-Вестфалії та Німеччини. 
Щоденний пасажирообіг станції — 250 тисяч пасажирів. 
Згідно з німецькою системою класифікації, Дюссельдорф-Головний належить до категорії 1.
З 12 лютого 1985 дюссельдорфський вокзал знаходиться під охороною держави як пам'ятка технічної архітектури 
. 
Він складається із трьох поверхів. 
Верхній служить пероном для пасажирських поїздів далекого прямування, міжрегіонального та приміського сполучення. 
Середній поверх виконує функції коридорів та приміщень, що обслуговують вокзал, місце масового пасажиропотоку. 
Нижній (підземний) поверх є пероном для штадтбану.

## Історія

### Вокзали-попередники
До будівництва головного залізничного вокзалу, йому передували три вокзали, що належали різним залізничним компаніям, збудованим у різних частинах міста.
- Бергіш-Меркішський вокзал (нім. Bergisch-Märkischen Bahnhof), побудований в 1838 Дюссельдорф-Ельберфельдською залізничною компанією. Його привокзальною площею була сучасна площа Граф-Адольф-Плац (нім. Graf-Adolf-Platz, площа Графа Адольфа ).

Ця станція була наскрізною і пасажири могли прямувати через нього з Ельберфельда (нині район Вупперталя) до станції Рейнкні (нині станції немає, вона розташовувалася на території сучасної Медіа-Гавані Дюссельдорфа).
Після будівництва капітального мосту через Рейн в Гамі у 1870 році, транзитні поїзди пішли через Рейнкні до Нойсу та Менгенгладбаху. 
На самому початку XX століття Бергіш-Меркішський вокзал був знесений через непотрібність.

З історії Бергіш-Меркішського вокзалу
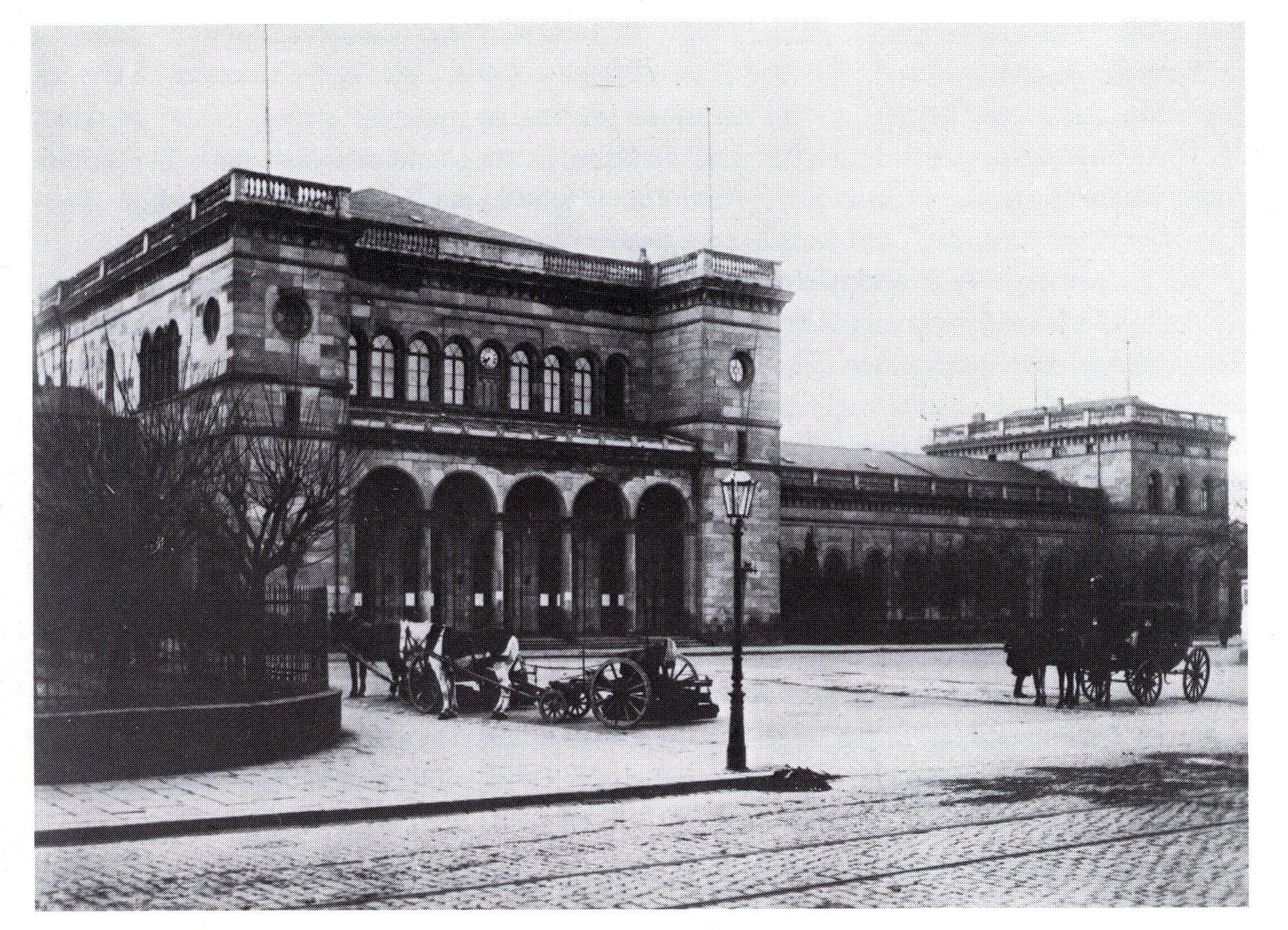
Дев'яності роки ХІХ століття..
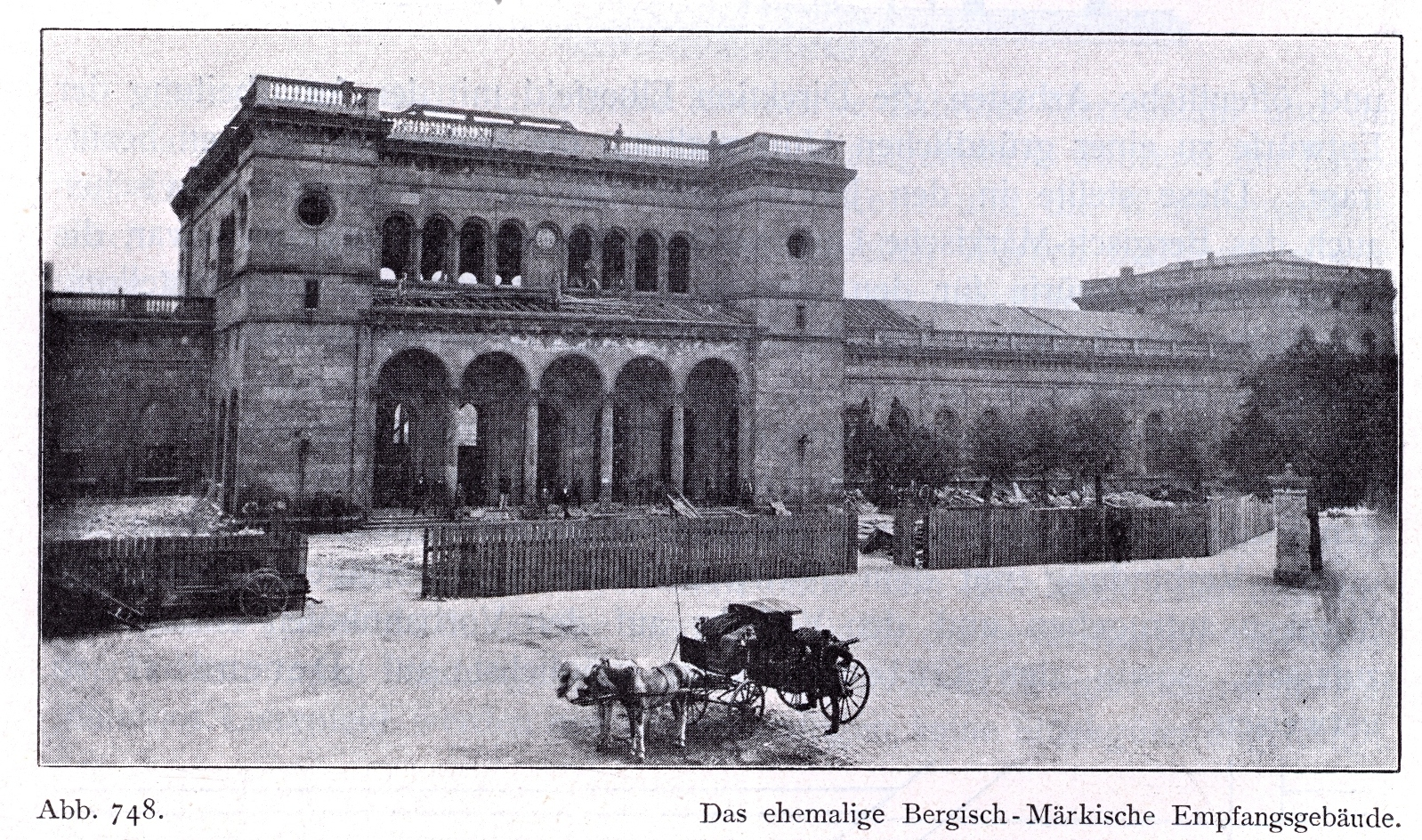
Знесення вокзалу на початку ХХ століття.
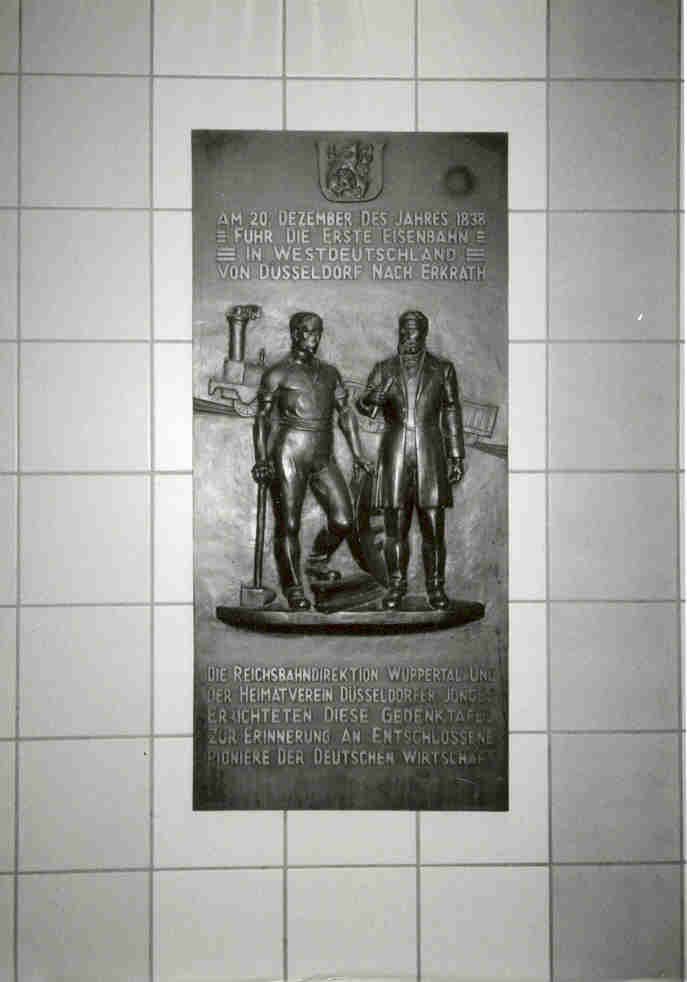
Пам'ятна дошка на сучасному залізничному вокзалі.

- Кельн-Мінденський вокзал (Köln-Mindener Bahnhof), побудований в 1845 Кельн-Мінденською залізничною компанією. Він розташовувався в безпосередній близькості від Бергіш-Меркішського вокзалу, на південний схід від нього і був глухим. Основна лінія залізниці Кельн - Мінден проходила осторонь. Через цю незручність згодом і цей вокзал було знесено.
- Рейнський вокзал (нім. Rheinischen Bahnhof), збудований у 1877 році Рейнською залізничною компанією в Пемпельфорті на закінчення однієї з дистанцій залізниці Тройсдорф — Мюльгайм-Шпельдорф. Через два роки тут було закінчено будівництво залізничної лінії Дюссельдорф – Меттман  – Вупперталь – Дортмунд .

Два перші вокзали, побудовані всередині міста, що розширював свої межі, заважали будівництву нового міського району Фрідріхштадт. 
Наступна конкуренція приватних акціонерних залізничних компаній усередині Дюссельдорфа, великий терен, зайняте рейками під їх практично паралельними коліями і невдоволення міста призвело до того, що протягом 1879—1892 роках Прусська держава націоналізувала ці компанії та постало питання про будівництво єдиного центрального вокзалу.

### Старий центральний вокзал (1891)

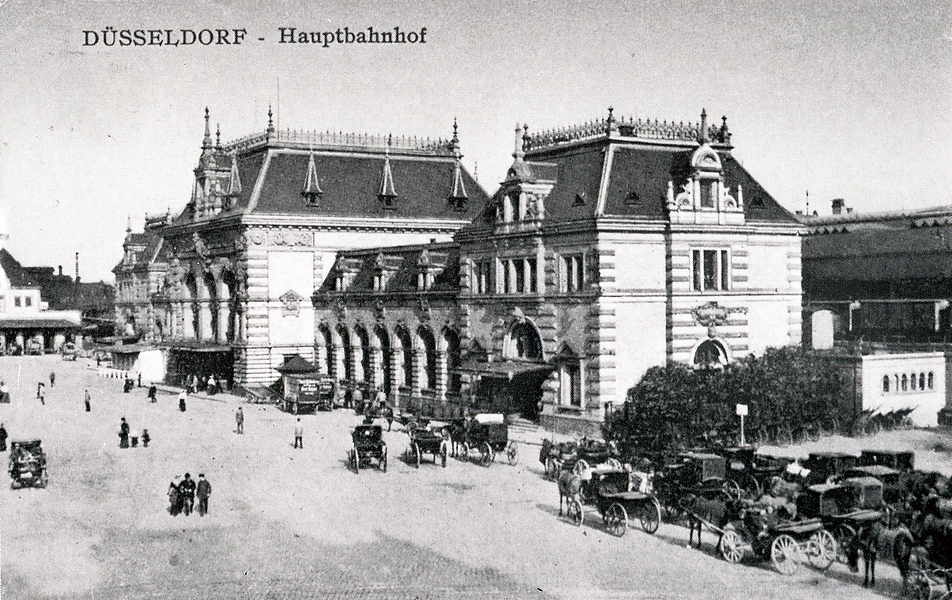
Дюссельдорфський вокзал у 1900 році

Урочисте відкриття центрального вокзалу відбулося 1 жовтня 1891 
. 
Проте, через три десятки років цей вокзал вже не справлявся з різко зрослим пасажиропотоком і перестав відповідати смаку епохи, що знову зумовило необхідність будівництва нового вокзалу.

### Новий вокзал (1936)

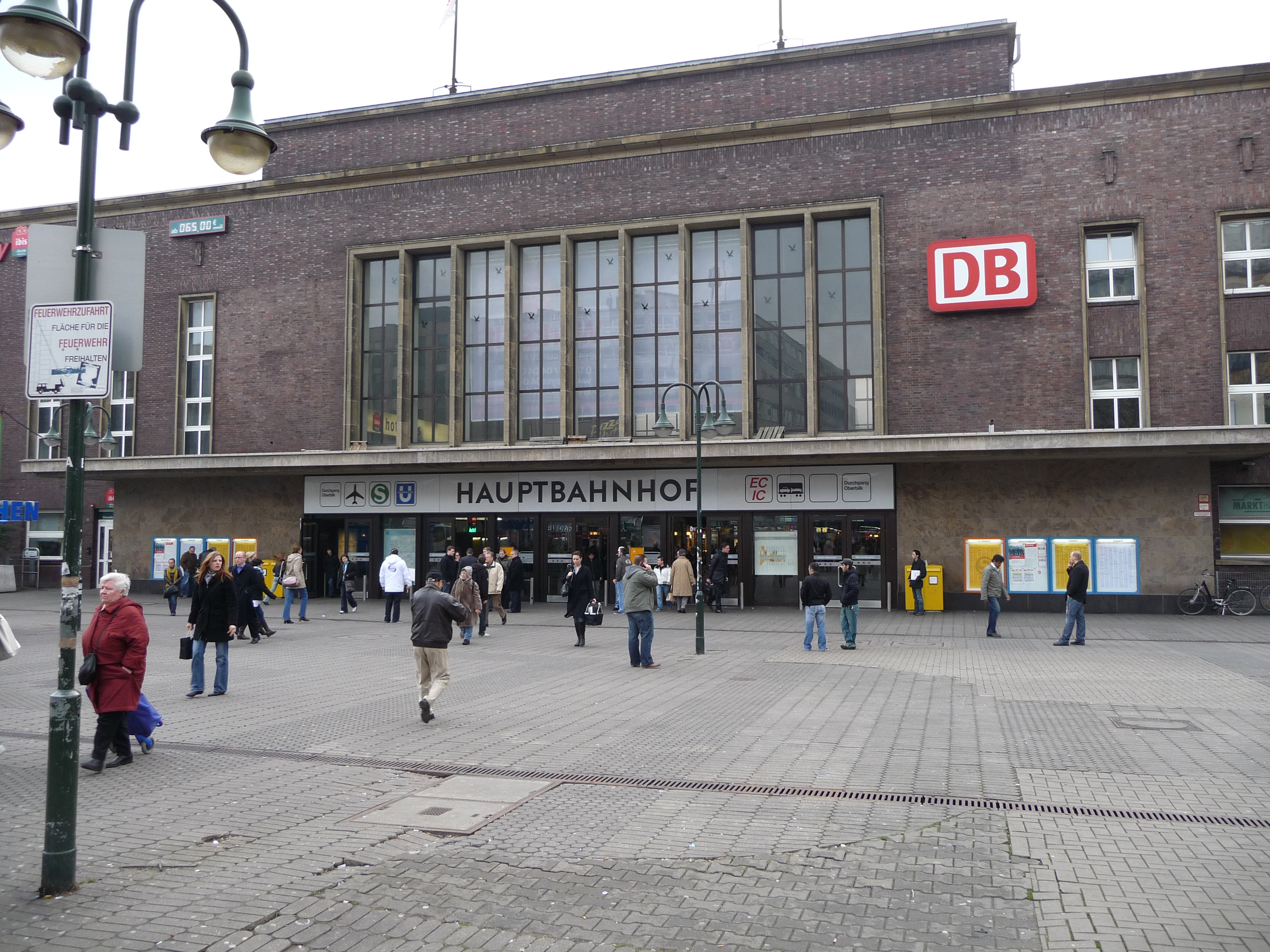
Нова будівля вокзалу, побудована в 1932-1936 роках.

У листопаді 1930 року на суд громадськості було винесено 8 архітектурних проектів нового вокзалу, розроблених різними архітектурними бюро наприкінці 20-х. 
Переміг проект архітекторів Крюгера та Едуарда Бене з Вупперталя. 
У 1932-36 роках будівлю вокзалу було збудовано у стилі архітектурного модернізму та його напряму «нового об'єктивізму». 
Цей стиль зазнавав гонінь у нацистській Німеччині як «дегенеративний», тому архітектори, а разом з ними і директор імперської залізниці у Вупперталі, де вони служили, втратили роботу. 
Характерною особливістю споруди є монолітні стіни, складені з порожнистої обпаленої цегли з роздільними елементами, виконаними з природного каменю. 
Над будинком височить велична башта для годинника, яка одночасно служила в ті роки водонапірною баштою для заправки паровозів.
Під час численних бомбардувань британської авіації під час Другої світової війни будівля вокзалу була сильно пошкоджена і відновлювальні роботи тривали до 1959 року.

### Перебудова (1980-1985)

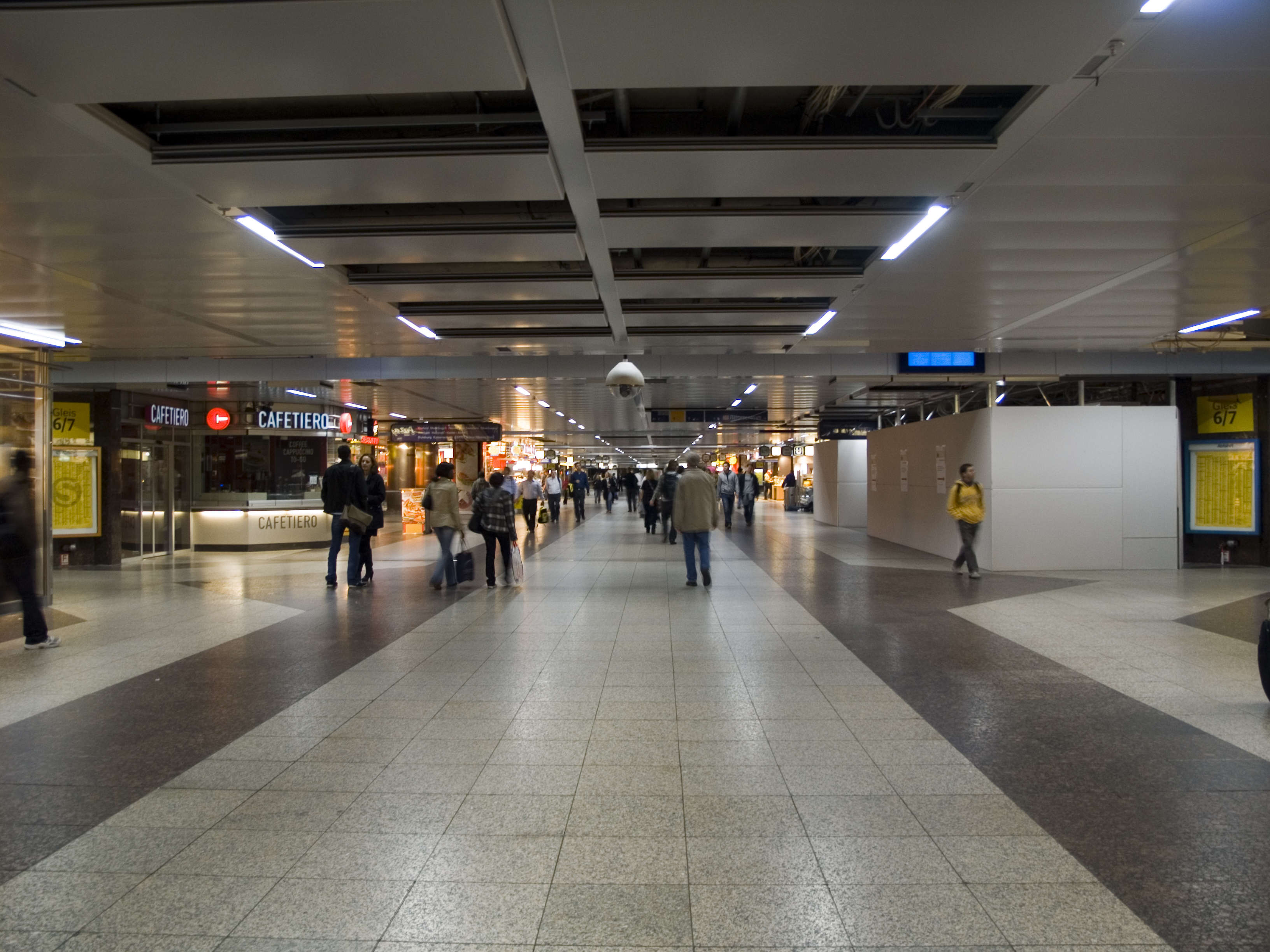
Головний хол вокзалу вночі

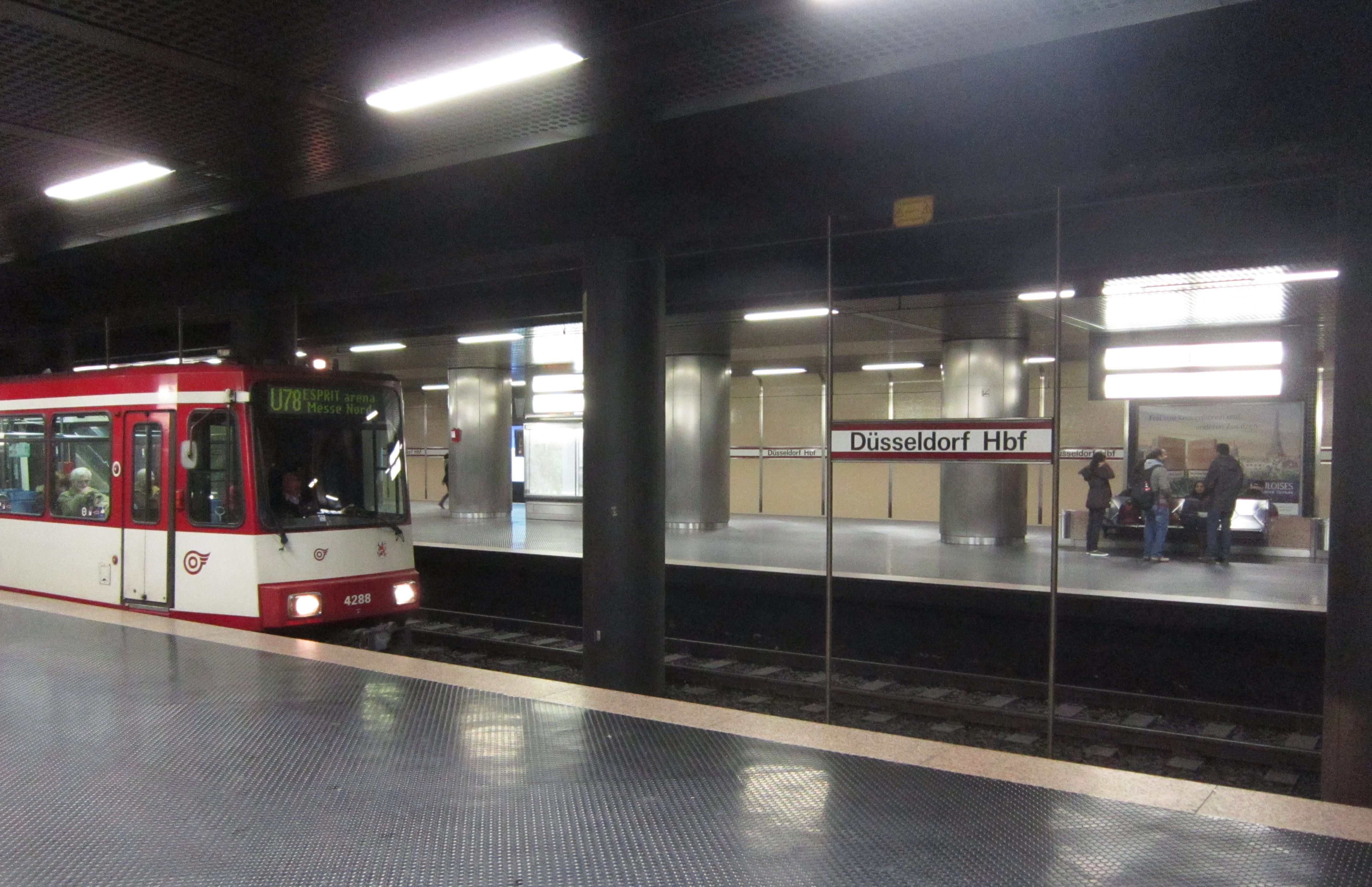
Станція штадтбану «Дюссельдорф-Головний»

Через двадцять років, через прокладання дюссельдорфського тунелю для штадтбану і запуском в експлуатацію нової приміської електрички «Гаген  — Менхенгладбах», було прийнято рішення про проведення масштабної реконструкції всього вокзального комплексу. 
Крім того, закриття сталеплавильного заводу, що розташовувався на східній стороні вокзалу, створило можливість відкрити другий вихід із вокзалу у бік Обербілька. Реконструкція вокзалу розпочалася у 1979 році і тривала майже десять років. 
Останні роботи з прокладання тунелю для штадтбану під вокзалом було завершено 16 грудня 1985 року. 
Після упорядкування та випробувань інфраструктури тунелю та обробки його станцій рух дистанцією штадтбану між Альтштадтом та Дюссельдорф-Головний було урочисто відкрито 7 травня 1988 року. 
Повне завершення реконструкції святкувалося 29 травня 1988 року, коли почався рух потягів S-bahn S8 та S11.

## Сервіс
Станція має 20 магістральних колій (наразі використовуються 16 платформ), де зупиняються поїзди Intercity-Express, InterCity, EuroCity далекого прямування, нічні поїзди ÖBB Nightjet, які експлуатуються в Австрії, автомобілевози, а також Regional-Express, RegionalBahn і S-Bahn. 
Станція інтегрована в мережу S-Bahn Рейн-Рур, а місцевий рух працює під управлінням транспортної асоціації Verkehrsverbund Rhein-Ruhr. 
Підземна станція, експлуатується Rheinbahn, має 4 колії, які є частиною ліній Дюссельдорфського штадтбану. 
Зупинка із 6 трамвайними коліями перед станцією обслуговує станцію Дюссельдорф-Головний.

### Далеке прямування[5]
| Лінія       | Маршрут | Інтервал               |
| ----------- | --- | ---------------------- |
| ICE 10      | Берлін-Східний – Берлін-Головний – (Вольфсбург-Головний –) Ганновер-Головний – Білефельд-Головний – Гамм (Вестфалія) – Дортмунд-Головний – Бохум-Головний – Ессен-Головний – Дуйсбург-Головний – Аеропорт Дюссельдорф – Дюссельдорф (– Кельн-Головний – Аахен-Головний) | Щогодини               |
| ICE 39      | Кельн – Дюссельдорф – Дуйсбург – Ессен – Мюнстер – Гамбург-Головний – Гамбург-Альтона | Декілька потягів       |
| ICE 41      | (Дортмунд –) Ессен – Дуйсбург – Дюссельдорф – Кельн-Мессе/Дойц – Аеропорт Франкфурт-на-Майні – Франкфурт-на-Майні-Головний – Вюрцбург-Головний – Нюрнберг-Головний – Мюнхен-Головний                                                                                    | Щогодини               |
| ICE 42      | (Гамбург-Альтона – Гамбург – Бремен-Головний – Мюнстер-Головний –) Дортмунд – Ессен – Дуйсбург – Дюссельдорф – Кельн – Зігбург/Бонн – Аеропорт Франкфурт-на-Майні – Мангайм-Головний – Штутгарт-Головний – Мюнхен                                                       | Що 2 години            |
| ICE 43      | Гамбург-Альтона – Гамбург – Бремен – Оснабрюк-Головний – Мюнстер – Дортмунд – Ессен – Дюссельдорф – Кельн – Зігбург/Бонн – Аеропорт Франкфурт – Мангейм – Карлсруе-Головний – Фрайбург-Головний – Базель SBB                                                            | Декілька потягів       |
| ICE 47      | Дортмунд – Ессен – Дуйсбург – Дюссельдорф – Кельн-Мессе/Дойц – Аеропорт Франкфурт – Мангайм – Штутгарт | Що 2 години            |
| ICE 78      | Амстердам – Утрехт – Арнем – Обергаузен – Дуйсбург – Дюссельдорф – Кельн – Аеропорт Франкфурта – Франкфурт | Що 2 години            |
| ICE 91      | Дортмунд – Ессен – Дуйсбург – Дюссельдорф – Аеропорт Франкфурта – Франкфурт – Вюрцбург – Нюрнберг – Пассау-Головний – Відень-Головний – Аеропорт Відень | Декілька потягів       |
| IC 32       | (Берлін – Ганновер – Білефельд –) Дортмунд – Ессен – Дуйсбург – Дюссельдорф – Кельн – Бонн-Головний – Кобленц-Головний – Майнц-Головний – Мангайм – Гейдельберг-Головний – Штутгарт – Ульм-Головний (– Оберстдорф/Інсбрук-Головний)                                     | Що 2 години            |
| IC 35       | Нордайх-Моле – Емден – Мюнстер – Реклінггаузен-Головний – Гельзенкірхен-Головний – Обергаузен – Дуйсбург – Дюссельдорф – Кельн – Бонн – Кобленц | Що 2 години            |
| IC 37       | Дюссельдорф – Кельн – Бонн – Кобленц – Віттліх-Головний – Трір-Головний – Люксембург | 1 пара потягів         |
| EC 43       | Гамбург-Альтона – Гамбург – Бремен – Оснабрюк – Мюнстер – Дортмунд – Бохум – Ессен – Дуйсбург – Дюссельдорф – Кельн – Бонн – Кобленц – Майнц – Мангайм – Карлсруе – Баден-Баден – Фрайбург – Базель – Цюрих/Інтерлакен -Східний                                         | 2 пари потягів на день |
| IC 51       | Гера-Головний – Єна-Гешвіц – Веймар – Ерфурт-Головний – Айзенах – Кассель-Вильхельмсгее – Дортмунд – Дюссельдорф (– Кельн) | 2 пари потягів на день |
| Thalys 9400 | Дортмунд – Ессен – Дуйсбург – (Аеропорт Дюссельдорфа –) Дюссельдорф – Кельн – Аахен – Льєж-Гіймен – Брюссель-Південний – Париж-Північний | Декілька потягів       |
| FLX 20      | Гамбург-Головний – Гамбург-Гарбург – Оснабрюк-Головний – Мюнстер-Головний – Гельзенкірхен-Головний – Ессен-Головний – Дуйсбург-Головний – Дюссельдорф – Кельн-Головний                                                                                                  | 1-3 пара потягів       |
| FLX 30      | Лейпциг-Головний – Лютерштадт-Віттенберг-Головний – Берлін-Зюдкройц – Берлін – Берлін-Шпандау – Ганновер-Головний – Білефельд-Головний – Дортмунд-Головний – Ессен-Головний – Дуйсбург-Головний – Дюссельдорф – Кельн-Головний – Аахен-Головний                         | 1-2 пара потягів       |
| NJ          | ÖBB Nightjet Амстердам – Утрехт – Арнем – Дюссельдорф – Кельн – Бонн – Кобленц – Майнц – Франкфуртський аеропорт – Франкфурт-на-Майні – Нюрнберг – Регенсбург – Пассау – Вельс – Лінц – Амштеттен – Санкт-Пельтен – Відень-Майдлінг – Відень (автопоїзд)                | 1 пара потягів         |
| NJ          | ÖBB Nightjet Дюссельдорф – Кельн – Бонн – Кобленц – Майнц – Аеропорт Франкфурта – Франкфурт-на-Майні – Нюрнберг – Аугсбург – Мюнхен – Куфштайн – Вергль – Єнбах – Інсбрук-Головний                                                                                      | 1 пара потягів         |

### Регіональні служби[6][5]
| Лінія                        | Маршрут | Інтервал                              |
| ---------------------------- | --- | ------------------------------------- |
| RE 1 NRW-Express             | Аахен-Головний – Ешвайлер-Головний – Дюрен – Горрем – Кельн-Головний – Дюссельдорф – Аеропорт Дюссельдорф – Дуйсбург-Головний – Мюльгайм-Головний – Ессен-Головний – Бохум-Головний – Дортмунд-Головний – Гамм-Головний | 60 хв                                 |
| RE 2 Рейн-Гаард-Експрес      | Дюссельдорф – Аеропорт Дюссельдорфа – Дуйсбург – Мюльгайм – Ессен – Гельзенкірхен-Головний – Реклінггаузен-Головний – Мюнстер-Головний                                                                                  | 60 хв                                 |
| RE 3 Рейн-Емшер-Експрес      | Дюссельдорф – Дуйсбург – Обергаузен-Головний – Ванне-Айкель-Головний – Гельзенкірхен – Герне – Дортмунд – Хамм | 60 хв                                 |
| RE 4 Вуппер-Експрес          | Аахен – Менхенгладбах-Головний – Дюссельдорф – Вупперталь-Головний – Гаген-Головний – Дортмунд | 60 хв                                 |
| RE 5 Рейн-Експрес            | Везель – Дуйсбург – Аеропорт Дюссельдорфа – Дюссельдорф – Кельн – Бонн-Головний – Ремаген – Андернах – [Кобленц-Головний]                                                                                               | 60 хв                                 |
| RE 6 Рейн-Везер-Експрес      | Мінден – Герфорд – Білефельд-Головний – Гамм – Дортмунд – Ессен – Мюльгайм – Дуйсбург – Аеропорт Дюссельдорфа – Дюссельдорф – Нойс – Кельн – Аеропорт Кельн/Бонн                                                        | 60 хв                                 |
| RE 10 Нірс-Експрес           | Дюссельдорф – Крефельд-Головний – Гелдерн – Клеве | 30 хв                                 |
| RE 11 Рейн-Гелльвег-Експрес  | Дюссельдорф – Аеропорт Дюссельдорфа – Дуйсбург – Мюльгайм – Ессен – Дортмунд – Гамм – Падерборн-Головний (– Кассель-Вільгельмсгее )                                                                                     | 60 хв                                 |
| RE 13 Маас-Вуппер-Експрес    | Венло – Менхенгладбах – Дюссельдорф – Вупперталь – Гаген – Гамм | 60 хв                                 |
| RE 19 Рейн-Ійссель-Експрес   | Арнем-Центральний – Еммеріх – Везель – Обергаузен – Дуйсбург – Аеропорт Дюссельдорфа – Дюссельдорф | 60 хв                                 |
| RB 39 Düssel-Erft-Bahn       | (Дюссельдорф (1) –) Неусс-Головний(2) – Грефенбройх (3) (– Бедбург (4)) | 60 хв (1–2), 30 хв (2–3), 60 хв (3–4) |
| RE 47 Дюссель-Вуппер-Експрес | Дюссельдорф – Дюссельдорф-Еллер-Мітте – Гільден – Золінген – Золінген-Мітте – Ремшайд-Головний – Ремшайд-Леннеп | 60 хв                                 |
| S1                           | Дортмунд (1) – Бохум – Ессен (2) – Мюльгайм – Дуйсбург – Аеропорт Дюссельдорфа – Дюссельдорф (1) – Гілден – Золінген-Головний (4)                                                                                       | 15 хв (1–2), 30 хв (2–3), 20 хв (3–4) |
| S6                           | Кельн-Ніппес – Кельн – Лангенфельд – Дюссельдорф – Ратінген-Східний – Ессен | 20 хв                                 |
| S8                           | Менхенгладбах – Нойс – Дюссельдорф – Вупперталь – Вупперталь-Обербармен – Гевельсберг-Головний – Гаген | 20 хв                                 |
| S11                          | Термінал аеропорту Дюссельдорф — Дюссельдорф – Нойсс – Дормаген – Кельн - Бергіш-Гладбах | 20 хв                                 |
| S28                          | Карстер-Зе – Нойсс – Дюссельдорф – Метман-Штадтвальд (– Вупперталь) | 20 хв                                 |
| S68                          | Лангенфельд – Дюссельдорф – Вупперталь-Фохвінкель | Працює у годину пік                   |

## Муніципальний транспорт
На станції зупиняються маршрути штадтбана: U70, U74, U75, U76, U77, U78, U79
Крім того, Дюссельдорфського трамвая: 704, 707, 708 і 709.